# Deutscher Sportclub Arminia Bielefeld 2018-2019
Questa voce raccoglie le informazioni riguardanti il Deutscher Sportclub Arminia Bielefeld  nelle competizioni ufficiali della stagione calcistica 2018-2019.

## Stagione
Nella stagione 2018-2019 l'Arminia Bielefeld, allenato da Uwe Neuhaus, concluse il campionato di 2. Bundesliga al 7º posto. In Coppa di Germania l'Arminia Bielefeld fu eliminato al secondo turno dal Duisburg.

## Rosa
| N. |                     | Ruolo | Calciatore       |
| -- | ------------------- | ----- | ---------------- |
| 40 | Gambia (bandiera)   | P     | Baboucarr Gaye   |
| 25 | Germania (bandiera) | P     | Philipp Klewin   |
| 1  | Germania (bandiera) | P     | Stefan Ortega    |
| 3  | Germania (bandiera) | D     | Brian Behrendt   |
| 13 | Germania (bandiera) | D     | Julian Börner    |
| 23 | Francia (bandiera)  | D     | Jonathan Clauss  |
| 8  | Germania (bandiera) | D     | Florian Hartherz |
| 4  | Germania (bandiera) | D     | Anderson Lucoqui |
| 2  | Germania (bandiera) | D     | Amos Pieper      |
| 11 | Germania (bandiera) | D     | Stephan Salger   |
| 27 | Svizzera (bandiera) | C     | Cédric Brunner   |
| 5  | Germania (bandiera) | C     | Max Christiansen |
| 14 | Fær Øer (bandiera)  | C     | Jóan Edmundsson  |
| 22 | Italia (bandiera)   | C     | Roberto Massimo  |
| 34 | Germania (bandiera) | C     | Can Özkan        |

| N. |                     | Ruolo | Calciatore         |
| -- | ------------------- | ----- | ------------------ |
| 19 | Austria (bandiera)  | C     | Manuel Prietl      |
| 6  | Germania (bandiera) | C     | Tom Schütz         |
| 20 | Germania (bandiera) | C     | Nils Seufert       |
| 37 | Germania (bandiera) | C     | Cerruti Siya       |
| 32 | Germania (bandiera) | C     | Keanu Staude       |
| 38 | Turchia (bandiera)  | C     | Semir Ucar         |
| 15 | Germania (bandiera) | C     | Reinhold Yabo      |
| 16 | Germania (bandiera) | A     | Sören Brandy       |
| 9  | Germania (bandiera) | A     | Fabian Klos        |
| 10 | Germania (bandiera) | A     | Christopher Nöthe  |
| 18 | Germania (bandiera) | A     | Nils Quaschner     |
| 36 | Germania (bandiera) | A     | Sven Schipplock    |
| 21 | Germania (bandiera) | A     | Andreas Voglsammer |
| 7  | Germania (bandiera) | A     | Patrick Weihrauch  |

## Organigramma societario
Area tecnica
- Allenatore: Uwe Neuhaus
- Allenatore in seconda: Sebastian Hille, Peter Németh
- Preparatore dei portieri: Marco Kostmann
- Preparatori atletici:

## Risultati

### 2. Bundesliga

#### Girone di andata
| Arbitro: | Ittrich |

|                 |           |                |
| Schnatterer 44’ | Marcatori | 45’ Edmundsson |

| Arbitro: | Jablonski |

|                         |           |           |
| Edmundsson 27’ Klos 33’ | Marcatori | 86’ Berko |

| Arbitro: | Aarnink |

|                                   |           |  |
| Holtby 9’ Lasogga 75’, 88’ (rig.) | Marcatori |  |

| Arbitro: | Schröder |

|                                                                   |           |                             |
| Börner 8’ Voglsammer 17’ Saller 28’ (aut.) Klos 88’ Weihrauch 90’ | Marcatori | 3’, 52’ Grüttner 26’ George |

| Magdeburgo 17 settembre 2018, ore 20:30 CEST 5ª giornata | Magdeburgo | 0 – 0 referto | Arminia Bielefeld | MDCC-Arena (19 794 spett.)\| Arbitro: \| Günsch \| |
| Arbitro:                                                 | Günsch     |               |                   |                                                    |

| Arbitro: | Thomsen |

|                |           |            |
| Voglsammer 65’ | Marcatori | 44’ Prömel |

| Arbitro: | Müller |

|          |           |                          |
| Sulu 66’ | Marcatori | 90’ Massimo 90’ Hartherz |

| Arbitro: | Siebert |

|            |           |                              |
| Staude 85’ | Marcatori | 45’, 70’ Terodde 90’ Córdoba |

| Arbitro: | Koslowski |

|             |           |  |
| Weilandt 8’ | Marcatori |  |

| Arbitro: | Pfeifer |

|                           |           |                         |
| Edmundsson 31’ Salger 35’ | Marcatori | 51’ Reese 54’, 82’ Mohr |

| Arbitro: | Waschitzki |

|                 |           |  |
| Hochscheidt 66’ | Marcatori |  |

| Arbitro: | Kempkes |

|           |           |                            |
| Staude 7’ | Marcatori | 49’ (rig.) Knoll 56’ Dæhli |

| Arbitro: | Osmers |

|           |           |          |
| Cohen 55’ | Marcatori | 78’ Klos |

| Arbitro: | Steinhaus |

|  |           |           |
|  | Marcatori | 82’ Engin |

| Arbitro: | Rohde |

|                        |           |                         |
| Schonlau 51’ Düker 90’ | Marcatori | 46’ Voglsammer 63’ Klos |

| Arbitro: | Bacher |

|                |           |                 |
| Voglsammer 79’ | Marcatori | 46’ Schleusener |

| Arbitro: | Müller |

|           |           |                     |
| Serra 73’ | Marcatori | 34’ Klos 81’ Börner |

#### Girone di ritorno
| Arbitro: | Badstübner |

|            |           |                          |
| Schütz 33’ | Marcatori | 43’ Andrich 55’ Thomalla |

| Arbitro: | Kampka |

|                                            |           |                                                           |
| Atilgan 19’ Hämäläinen 26’ (rig.) Koné 40’ | Marcatori | 34’ (aut.) Atik 53’ Edmundsson 69’ (rig.) Klos 79’ Börner |

| Arbitro: | Siebert |

|                         |           |  |
| Voglsammer 19’ Yabo 26’ | Marcatori |  |

| Arbitro: | Pfeifer |

|  |           |                                           |
|  | Marcatori | 6’ Klos 25’ (rig.) Voglsammer 50’ Brunner |

| Arbitro: | Stegemann |

|          |           |                                              |
| Klos 69’ | Marcatori | 33’ Perthel 45’ Lohkemper 85’ (rig.) Türpitz |

| Arbitro: | Dietz |

|          |           |            |
| Mees 23’ | Marcatori | 61’ Clauss |

| Arbitro: | Petersen |

|          |           |  |
| Klos 40’ | Marcatori |  |

| Arbitro: | Fritz |

|                                               |           |                |
| Drexler 14’ Terodde 21’, 69’, 90’ Córdoba 48’ | Marcatori | 71’ Voglsammer |

| Arbitro: | Müller |

|                                           |           |            |
| Voglsammer 68’ Klos 78’ (rig.) Clauss 79’ | Marcatori | 63’ Fabian |

| Arbitro: | Sather |

|                          |           |               |
| Green 10’ Keita-Ruel 23’ | Marcatori | 47’, 65’ Klos |

| Arbitro: | Kampka |

|                        |           |            |
| Voglsammer 6’ Klos 77’ | Marcatori | 89’ Krüger |

| Arbitro: | Stegemann |

|              |           |                |
| Miyaichi 48’ | Marcatori | 5’ (rig.) Klos |

| Arbitro: | Reichel |

|                |           |                                 |
| Voglsammer 89’ | Marcatori | 31’ Gaus 48’ Kutschke 63’ Pledl |

| Arbitro: | Bacher |

|                          |           |                           |
| Il'jučenko 20’ Wolze 68’ | Marcatori | 7’, 61’ (rig.) Voglsammer |

| Arbitro: | Brych |

|               |           |  |
| Klos 42’, 48’ | Marcatori |  |

| Arbitro: | Aarnink |

|  |           |                                  |
|  | Marcatori | 15’ Klos 42’ Yabo 71’ Voglsammer |

| Arbitro: | Thomsen |

|            |           |  |
| Clauss 71’ | Marcatori |  |

### Coppa di Germania
| Arbitro: | Dietz |

|  |           |                                                      |
|  | Marcatori | 11’, 60’ Owusu 63’, 69’ (rig.) Schipplock 66’ Schütz |

| Arbitro: | Aarnink |

|  |           |                                        |
|  | Marcatori | 12’ Verhoek 39’ Schnellhardt 45’ Cauly |

## Statistiche

### Statistiche di squadra
| Competizione      | Punti | In casa | In casa | In casa | In casa | In casa | In casa | In trasferta | In trasferta | In trasferta | In trasferta | In trasferta | In trasferta | Totale | Totale | Totale | Totale | Totale | Totale | DR |
| Competizione      | Punti | G       | V       | N       | P       | Gf      | Gs      | G            | V            | N            | P            | Gf           | Gs           | G      | V      | N      | P      | Gf     | Gs     | DR |
| ----------------- | ----- | ------- | ------- | ------- | ------- | ------- | ------- | ------------ | ------------ | ------------ | ------------ | ------------ | ------------ | ------ | ------ | ------ | ------ | ------ | ------ | -- |
| 2. Bundesliga     | 49    | 17      | 8       | 2       | 7       | 27      | 25      | 17           | 5            | 8            | 4            | 25           | 25           | 34     | 13     | 10     | 11     | 52     | 50     | +2 |
| Coppa di Germania | -     | 1       | 0       | 0       | 1       | 0       | 3       | 1            | 1            | 0            | 0            | 5            | 0            | 2      | 1      | 0      | 1      | 5      | 3      | +2 |
| Totale            | -     | 18      | 8       | 2       | 8       | 27      | 28      | 18           | 6            | 8            | 4            | 30           | 25           | 36     | 14     | 10     | 12     | 57     | 53     | +4 |

### Andamento in campionato
| Giornata  | 1 | 2 | 3  | 4 | 5 | 6  | 7 | 8  | 9  | 10 | 11 | 12 | 13 | 14 | 15 | 16 | 17 | 18 | 19 | 20 | 21 | 22 | 23 | 24 | 25 | 26 | 27 | 28 | 29 | 30 | 31 | 32 | 33 | 34 |
| --------- | - | - | -- | - | - | -- | - | -- | -- | -- | -- | -- | -- | -- | -- | -- | -- | -- | -- | -- | -- | -- | -- | -- | -- | -- | -- | -- | -- | -- | -- | -- | -- | -- |
| Luogo     | T | C | T  | C | T | C  | T | C  | T  | C  | T  | C  | T  | C  | T  | C  | T  | C  | T  | C  | T  | C  | T  | C  | T  | C  | T  | C  | T  | C  | T  | C  | T  | C  |
| Risultato | N | V | P  | V | N | N  | V | P  | P  | P  | P  | P  | N  | P  | N  | N  | V  | P  | V  | V  | V  | P  | N  | V  | P  | V  | N  | V  | N  | P  | N  | V  | V  | V  |
| Posizione | 9 | 5 | 12 | 8 | 9 | 10 | 6 | 10 | 12 | 12 | 14 | 14 | 14 | 14 | 14 | 14 | 14 | 14 | 14 | 11 | 10 | 11 | 11 | 10 | 11 | 10 | 10 | 9  | 9  | 10 | 9  | 9  | 9  | 7  |

Legenda:

Luogo: C = Casa; T = Trasferta. Risultato: V = Vittoria; N = Pareggio; P = Sconfitta.

### Statistiche dei giocatori
| Giocatore       | 2. Bundesliga | 2. Bundesliga | 2. Bundesliga | 2. Bundesliga | Coppa di Germania | Coppa di Germania | Coppa di Germania | Coppa di Germania | Totale   | Totale | Totale      | Totale     |
| Giocatore       | Presenze      | Reti          | Ammonizioni   | Espulsioni    | Presenze          | Reti              | Ammonizioni       | Espulsioni        | Presenze | Reti   | Ammonizioni | Espulsioni |
| --------------- | ------------- | ------------- | ------------- | ------------- | ----------------- | ----------------- | ----------------- | ----------------- | -------- | ------ | ----------- | ---------- |
| B. Gaye         | -             | -             | -             | -             | -                 | -                 | -                 | -                 | -        | -      | -           | -          |
| P. Klewin       | 3             | 0             | 0             | 0             | 2                 | 0                 | 0                 | 0                 | 5        | 0      | 0           | 0          |
| S. Ortega       | 31            | 0             | 1             | 0             | -                 | -                 | -                 | -                 | 31       | 0      | 1           | 0          |
| B. Behrendt     | 26            | 0             | 6             | 1             | 1                 | 0                 | 0                 | 0                 | 27       | 0      | 6           | 1          |
| J. Börner       | 25            | 3             | 3             | 1             | 2                 | 0                 | 0                 | 0                 | 27       | 3      | 3           | 1          |
| J. Clauss       | 28            | 3             | 4             | 0             | 1                 | 0                 | 0                 | 0                 | 29       | 3      | 4           | 0          |
| F. Hartherz     | 26            | 1             | 4             | 0             | 2                 | 0                 | 0                 | 0                 | 28       | 1      | 4           | 0          |
| A. Lucoqui      | 17            | 0             | 4             | 0             | -                 | -                 | -                 | -                 | 17       | 0      | 4           | 0          |
| A. Pieper       | 8             | 0             | 1             | 0             | -                 | -                 | -                 | -                 | 8        | 0      | 1           | 0          |
| S. Salger       | 27            | 1             | 3             | 0             | 1                 | 0                 | 0                 | 0                 | 28       | 1      | 3           | 0          |
| C. Brunner      | 23            | 1             | 7             | 0             | 1                 | 0                 | 1                 | 0                 | 24       | 1      | 8           | 0          |
| M. Christiansen | 7             | 0             | 0             | 0             | 2                 | 0                 | 0                 | 0                 | 9        | 0      | 0           | 0          |
| J. Edmundsson   | 24            | 4             | 5             | 0             | 1                 | 0                 | 0                 | 0                 | 25       | 4      | 5           | 0          |
| R. Massimo      | 4             | 1             | 0             | 0             | 2                 | 0                 | 1                 | 0                 | 6        | 1      | 1           | 0          |
| C. Özkan        | -             | -             | -             | -             | -                 | -                 | -                 | -                 | -        | -      | -           | -          |
| M. Prietl       | 32            | 0             | 5             | 0             | 2                 | 0                 | 0                 | 0                 | 34       | 0      | 5           | 0          |
| T. Schütz       | 17            | 1             | 1             | 0             | 1                 | 1                 | 0                 | 0                 | 18       | 2      | 1           | 0          |
| N. Seufert      | 20            | 0             | 3             | 0             | 2                 | 0                 | 0                 | 0                 | 22       | 0      | 3           | 0          |
| C. Siya         | -             | -             | -             | -             | -                 | -                 | -                 | -                 | -        | -      | -           | -          |
| K. Staude       | 26            | 2             | 3             | 0             | 1                 | 0                 | 0                 | 0                 | 27       | 2      | 3           | 0          |
| S. Ucar         | -             | -             | -             | -             | -                 | -                 | -                 | -                 | -        | -      | -           | -          |
| R. Yabo         | 15            | 2             | 1             | 0             | -                 | -                 | -                 | -                 | 15       | 2      | 1           | 0          |
| S. Brandy       | 7             | 0             | 0             | 0             | -                 | -                 | -                 | -                 | 7        | 0      | 0           | 0          |
| F. Klos         | 33            | 17            | 4             | 0             | 2                 | 0                 | 0                 | 0                 | 35       | 17     | 4           | 0          |
| C. Nöthe        | -             | -             | -             | -             | -                 | -                 | -                 | -                 | -        | -      | -           | -          |
| N. Quaschner    | -             | -             | -             | -             | -                 | -                 | -                 | -                 | -        | -      | -           | -          |
| S. Schipplock   | 3             | 0             | 0             | 0             | 1                 | 2                 | 0                 | 0                 | 4        | 2      | 0           | 0          |
| A. Voglsammer   | 34            | 13            | 4             | 0             | 1                 | 0                 | 0                 | 0                 | 35       | 13     | 4           | 0          |
| P. Weihrauch    | 25            | 1             | 3             | 0             | 1                 | 0                 | 0                 | 0                 | 26       | 1      | 3           | 0          |
| P. Owusu        | 11            | 0             | 2             | 0             | 2                 | 2                 | 2                 | 0                 | 13       | 2      | 4           | 0          |